# Vidrio borosilicatado

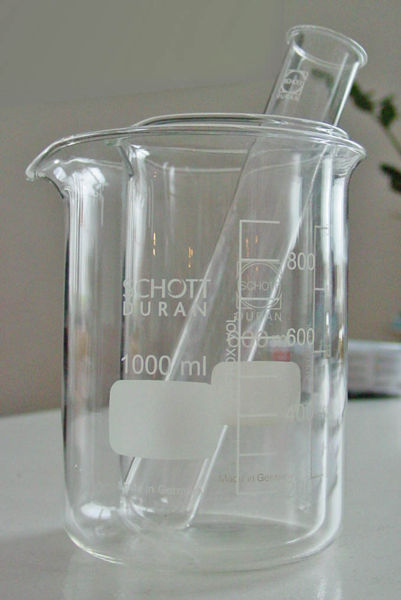
Material de laboratorio fabricado con vidrio borosilicatado

El vidrio de borosilicato es un tipo particular de vidrio con  óxidos de silicio y boro, más conocido con los nombres comerciales de DURAN, Pyrex o  Kimax.
Fue desarrollado por primera vez por el vidriero alemán Otto Schott a finales del siglo XIX y vendido bajo el nombre de «Duran» en 1893. Después, cuando Corning Glass Works desarrolló Pyrex en 1915, este se convirtió en un sinónimo de vidrio borosilicatado en el mundo de habla inglesa.
Además del silicio, el carbonato de sodio y el carbonato de calcio usado tradicionalmente en la fabricación de vidrio, el boro es usado en la manufactura de este vidrio. Normalmente su composición es: 70% sílice, 10% óxido bórico, 8% óxido de sodio, 8% óxido de potasio. 1% óxido de calcio y 2% óxido de aluminio.
Aunque es más difícil de hacer que el vidrio tradicional, es económico producirlo por su durabilidad y su resistencia calórica y química. Encuentra un excelente uso en el equipamiento de laboratorios de química o biología, además de ser útil en la cocina, decoración, iluminación y ventanas en algunos casos.

## Características físicas
El vidrio de borosilicato tiene un coeficiente de dilatación de aproximadamente un tercio del vidrio común. Aunque esto lo hace más resistente que otros vidrios al choque térmico, también puede rajarse o quebrarse al someterse a variaciones rápidas de temperatura.
El vidrio borosilicatado comienza a reblandecerse cerca de los 821 °C; a esta temperatura la viscosidad del vidrio Pyrex 7.740 (un tipo de vidrio borosilicatado) es de 107,6 poises.
El vidrio borosilicatado tiene una densidad de 2,23 g/cm³ inferior a la del vidrio común (2,57 g/cm³).
Desde el punto de vista óptico, los vidrios borosilicatados son vidrios crown con baja dispersión (número de Abbe alrededor de 65), e índices de refracción relativamente bajos (1,51-1,54 en el rango visible).

## Usos

### Utensilio de cocina
Se usa comúnmente como utensilio de cocina, y muy comúnmente en calentadores solares. A veces lleva marcas impresas a modo de medidas graduadas. El vidrio de borosilicato es muy resistente, se puede utilizar en el microondas, horno y lavavajillas.

### Impresión 3D
Algunas impresoras 3D lo utilizan como base de impresión para una calidad más detallada en la parte inferior de la pieza.

### Pipas para fumar
Otro uso conocido de este material, es para la fabricación de pipas para fumar cannabis, principalmente los bongs.